# سبنسر سميث (تريثلت)
سبنسر سميث (بالإنجليزية: Spencer Smith)‏ هو تريثلت بريطاني، ولد في 11 مايو 1973 في ميدلسكس في المملكة المتحدة.

## وصلات خارجية
- سبنسر سميث على موقع اتحاد الترياتلون الدولي (الإنجليزية)
- سبنسر سميث على موقع IAT Triathlon Database (الإنجليزية)